# Eclytus lutatus
Eclytus lutatus är en stekelart som beskrevs av Samuel Hubbard Scudder 1890. Eclytus lutatus ingår i släktet Eclytus och familjen brokparasitsteklar. Inga underarter finns listade i Catalogue of Life.